# The Dandy Warhols Are Sound
 (mars 2025).
Motif : Notoriété encyclopédique ?
- Archive Wikiwix
- Bing
- Cairn
- DuckDuckGo
- E. Universalis
- Gallica
- Google
- G. Books
- G. News
- G. Scholar
- Persée
- Qwant
- (zh) Baidu
- (ru) Yandex
- (wd) trouver des œuvres sur Wikidata

| 1. | Préciser le motif de la pose du bandeau. | Précisez le motif de la pose du bandeau en utilisant la syntaxe suivante : {{admissibilité à vérifier\|date=juillet 2025\|motif=remplacez ce texte par le motif}}                                |
| 2. | Informer les utilisateurs concernés.     | Pensez à avertir le créateur de l'article, par exemple, en insérant le code ci-dessous sur sa page de discussion : {{subst:avertissement admissibilité à vérifier\|The Dandy Warhols Are Sound}} |

Albums de The Dandy Warhols
Earth to the Remix E.P. Volume Two
(2009) The Capitol Years 1995-2007
(2010)
The Dandy Warhols Are Sound est un album du groupe américain The Dandy Warhols. Il s'agit en fait du mixage original de leur album Welcome to the Monkey House paru en 2003.
L'album est disponible sous format CD et en téléchargement avec deux titres live bonus.

## Titres
1. Burned
2. Scientist
3. We Used to Be Friends
4. The Last High
5. Wonderful You
6. The Dandy Warhols Love Almost Everyone
7. I Am Over It
8. Heavenly
9. Plan A
10. Rock Bottom
11. I Am Sound
12. Insincere
13. Pete Int'l Spaceport
14. You Ain't Goin Nowhere [titre bonus]
15. Last High (Live at the Enmore, Sydney, Australia, 2008) [titre bonus]